# Victrix
Victrix – rodzaj motyli z rodziny sówkowatych i podrodziny Bryophilinae. Obejmuje ponad 40 opisanych gatunków.

## Morfologia
Motyle niewielkich do przeciętnych jak na przedstawicieli rodziny rozmiarów, ogólnym wyglądem przypominające te z rodzaju Cryphia. Głowa ich cechuje się szerokim, wypukłym czołem z niskim, stożkowatym guzkiem. Aparat gębowy dysponuje krótkimi głaszczkami wargowymi o krótkim, maczugowatym członie drugim – wierzchołkowym, natomiast ssawkę ma mocno skróconą i słabo zesklerotyzowaną lub całkiem zanikłą. Przeciętnej długości czułki u samic są nitkowate, a u samców orzęsione lub dwugrzebieniaste. Skrzydła przedniej pary są duże i trójkątne, tylnej zaś zaokrąglone, często jedwabiście połyskujące. Barwa tła przednich skrzydeł waha się zwykle od ochrowozielonkawej przez brązową po brunatnoszarą. Stosunkowo dużych rozmiarów łuski cechują się silnie siateczkowanymi powierzchniami. 
Genitalia samca mają stosunkowo silnie zbudowany, najczęściej pośrodku poszerzony unkus, słabo zesklerotyzowany, zwykle krótszy od winkulum tegumen, zrośniętą z szeroką i silnie zesklerotyzowaną zawieszką i zwykle wąską walwę, przeciętnych rozmiarów i zaokrąglonego kształtu sakulus, zredukowany kukulus, szeroką, płytkowatą, rombowatą jukstę, krótki i przysadzisty edeagus, kulistą lub płatowatą, rzadziej rurkowatą wezykę z licznymi, kolcowatymi guzkami u połączenia z zatoką prącia oraz z wykształconym, rzadziej zredukowanym cierniem. 
Genitalia samicy są słabo zesklerotyzowane, typowo dla rodziny zbudowane. Mają podługowato-spiczaste lub kwadratowawe brodawki analne, przydatki tylne dość krótkie, ale co najmniej tak długie jak przydatki przednie, krótkie antrum oraz błoniasty korpus torebki kopulacyjnej o jajowatym lub workowatym kształcie, czasem ze zesklerotyzowaną łatą w pobliżu ujścia jej przewodu.

## Ekologia i występowanie
Gąsienice są lichenofagami żerującymi na porostach z rodziny tarczownicowatych, w tym na żyłecznikach. Postacie dorosłe latają w czerwcu, lipcu, sierpniu lub wrześniu, rzadko jeszcze na początku października.
Rodzaj palearktyczny. Najzasobniejszą w gatunki faunę mają Chiny. W Europie Północnej i Środkowej, w tym w Polsce, reprezentowany jest tylko przez V. umovii.

## Taksonomia
Rodzaj i jego gatunek typowy, V. karsiana, opisane zostały w 1879 roku przez Ottona Staudingera na łamach „Horae Societatis Entomologicae Rossicae”, w publikacji autorstwa Nikołaja Romanowa.
Do rodzaju zalicza się ponad 40 opisanych gatunków, zgrupowanych w pięciu podrodzajach:
- Victrix (Chytobrya) Draudt, 1950
- Victrix (Micromima) Matov, Fibiger et Ronkay, 2009
- Victrix (Poliobrya) Hampson, 1908
- Victrix (Rasihia) Koçak, 1989
- Victrix (Victrix) Staudinger, 1879